# Ryū Okada
Ryū Okada (jap. 岡田 隆 Okada Ryū; ur. 10 kwietnia 1984) – japoński piłkarz występujący na pozycji obrońcy.

## Kariera klubowa
Od 2007 do 2016 roku występował w klubach Júbilo Iwata i Avispa Fukuoka.